# The Death of Felicity Taverner
The Death of Felicity Taverner is een roman uit 1932 van de Britse schrijfster Mary Butts. Dit boek vormt in feite een duologie met haar roman Armed with Madness uit 1928. 

## Verhaal
Vijf jaar zijn er verstreken na de avonturen van Scylla Taverner en haar vrienden, wanneer ze terechtkomen in een mysterie, dat te maken heeft met de vernietiging van de ongerepte natuur in Dorset. Ze rouwen om de dood van hun vriendin en nicht Felicity en vragen zich af of haar dood een ongeluk was. Of moord? Of zelfmoord? Ondertussen ontplooit de opportunistische weduwnaar van Felicity zijn plannen om hun geliefde natuurgebied in Dorset te laten wijken voor de ontwikkeling van een vakantieverblijf. Wanneer hij dreigt met chantage, verandert verdriet in wraak, en de strijd om het domein te behouden leidt onvermijdelijk tot een gewelddadige climax.